# Sciame di dicchi Okavango

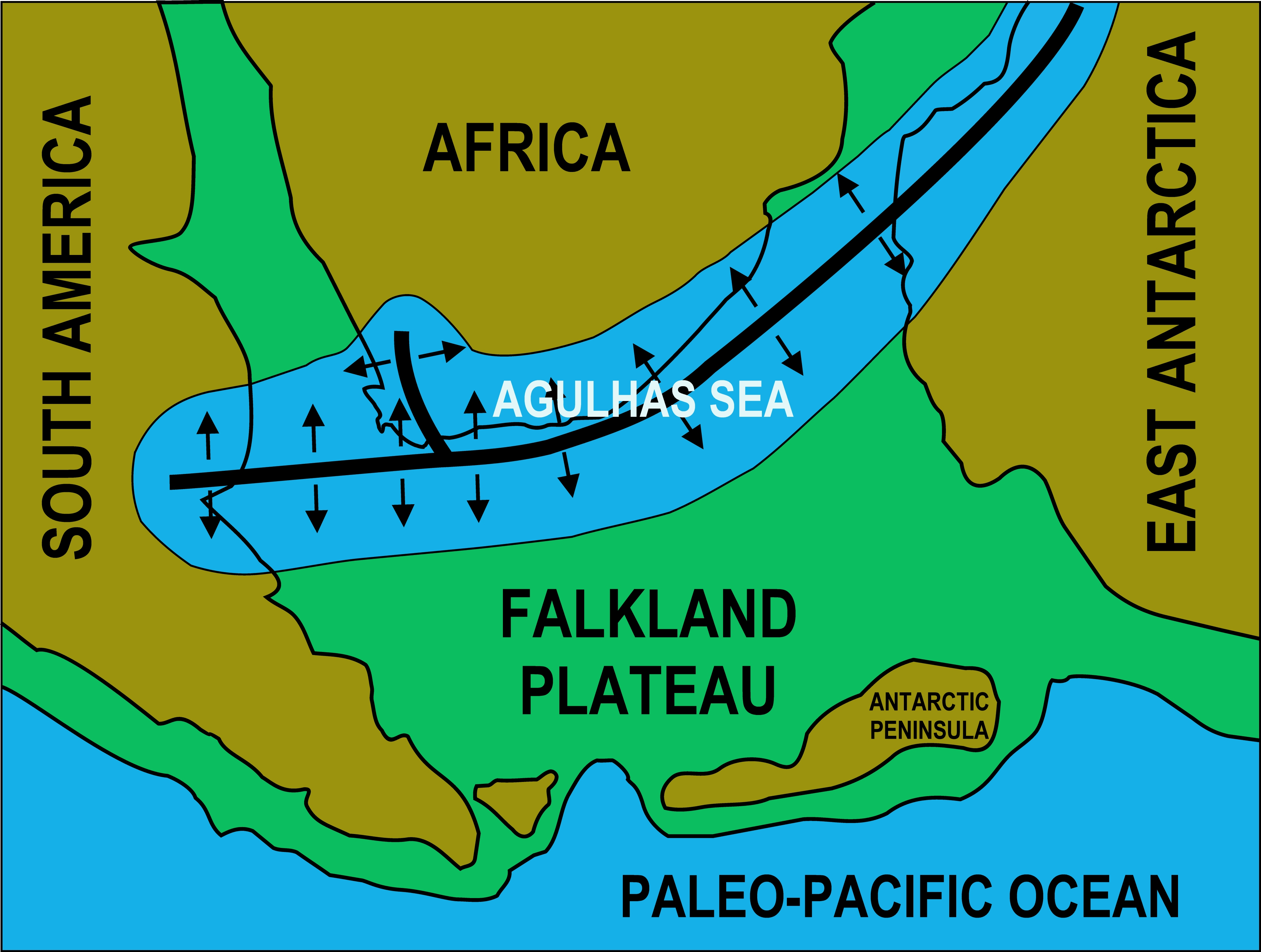
La frammentazione del supercontinente Gondwana innescò la forma formazione dello sciame di dicchi Okavango.

Lo sciame di dicchi Okavango è uno sciame di dicchi di notevoli dimensioni che fa parte della grande provincia ignea del Karoo, situato nella parte nordorientale del Botswana, nell'Africa del sud.
È costituito da un gruppo di dicchi risalenti al Proterozoico e al Giurassico, disposti in direzione est-sudest attraverso il Botswana; lo sciame si estende su un'area di circa 2.000 km di lunghezza  e 110 km di larghezza.
I dicchi del Giurassico si sono formati all'incirca 179 milioni di anni fa e sono composti prevalentemente di rocce femiche di basalto tholeiitico. La loro formazione è collegata al magmatismo della tripla giunzione del Karoo, innescato dalla frammentazione del supercontinente Gondwana avvenuta all'inizio del Giurassico.

## Aspetti geologici
Lo sciame di dicchi Okavango si sovrappone allo sciame Lebombo e allo sciame Save-Limpopo nella zona della tripla giunzione del Karoo, inclusa nella grande provincia ignea del Karoo. L'inclusione dello sciame Okavango avvenne in due fasi distinte; la maggior parte dei dicchi hanno la stessa età del Karoo, mentre il 13% risale al Proterozoico. L'età della componente proterozoica è compresa tra 800 e 1.600 milioni di anni, mentre la componente dominante delle rocce del Karoo è datata a 178-179 milioni di anni fa. Lo spessore medio dei dicchi è di 17 metri.

## Geologia delle rocce del Botswana nordorientale
Lo sciame di dicchi si insinua nel basamento cristallino risalente all'Archeano nell'area a ovest del fiume Shashe; nelle rocce vulcaniche e nelle sequenze di rocce sedimentarie del Giurassico a est nel Tuli Graben. Il basamento della regione è costituito da gneiss cristallino dell'Archeano e da granitoidi della cintura Limpopo, deformatisi durante il Paleoproterozoico. Il fabric delle rocce mostra la ripiegatura di stadi separati sovrapposti che contengono un sistema complesso di zone di delaminazione e un reticolo di frammentazioni. Le sovrastanti rocce vulcaniche del Giurassico sono costituite principalmente da flussi di lava basaltica.